# Loreto
Loreto je grad u središnjoj Italiji, točnije u provinciji Ancone, regija Marke. Obitava ga više od 11 tisuća stanovnika. 

## Zemljopis
Grad se smjestio na blagoj uzvisini ponad desne obale rijeke Musone, u priobalju Jadranskog mora. Udaljen je 22 km od Ancone.
Okružen seoskim gospodarstvima i maslinicima, posjeduje osobine gorskog kao i primorskog kraja te kao i ostala mjesta u regiji omogućuje prekrasan pogled s Apenina na Jadran.

## Povijest
Grad je osnovan u 13. stoljeću. Jezgra je razvoja svetište Svete kuće. Prema predaji, u noći 10. prosinca 1294. na obale Italije, na krilima anđela, iz Palestine donesena je Sveta kuća iz Nazareta. U kršćanstvu se vjeruje kako je u ovoj kući živjela Marija, Isusova majka. U toj kući je rođena i odgojena, doživjela susret s anđelom Gabrijelom, koji joj je navijestio da će začeti Isusa po Duhu Svetome. Tu je živjela s Isusom i Josipom, za vrijeme Isusova djetinjstva. Nakon Isusova uzašašća na nebo, apostoli su kuću pretvorili u crkvu.
Prema predaji, kuća se nalazila u Nazaretu, a premještena je nakon što su muslimani osvojili područje oko Nazareta. Nakon što je proputovala Dalmaciju, tri se godine nalazila na Trsatu, danas dijelu grada Rijeke, da bi je jedne noći prenijeli u Loreto.
Dana 12. rujna 1920., dekretom pape Benedikta XV., Majka Božja Loretska (tal. Madonna di Loreto) svečano je proglašena zaštitnicom zrakoplovaca i samoga grada koji je zadobio neovisnost još u 15. stoljeću odlukom pape Siksta V. Daljnji razvoj ostao je usko vezan uz ovu predaju te se grad razvijao kao hodočasničko odredište i stjecište mnogih svjetskih putnika. Već je 1482. potvrđen kao važan trgovački centar s rastućim brojem stanovnika i radnika te je zabilježen i porast otvaranja različitih seoskih gospodarsava i obrtničkih radionica. Iste je godine sagrađena i bolnica kao i svratište, namijenjeni došljacima iz cijeloga svijeta koji su u Loretu tražili smještaj i posao.

## Kultura

### Monumentalna arhitektura
Rimljani su na području čitave Italije u 15.st. počeli graditi veličanstvene građevine kako bi pokazali svoju nadmoć i veličinu, te moć Crkve. Tako su i u Loretu nastajali mnogi velebni objekti koje su gradili najpoznatiji umjetnici. Najznačajniji za ovo područje je projekt Giuliana da Maiana, poznatijeg kao Baccio Pontelli, koji je u periodu od 1469. do 1496. preuredio apsidu bazilike te smjestio Svetu kuću unutar svetišta. Nekoliko godina kasnije Giovanni Boccalini započinje uređenje njene fasade, a 1512. u samoj blizini bazilike, gradi se Apostolska palača (Andrea Sansovino) i napokon glavni zvonik bazilike (Luigi Venviteli).

### Razvoj slikarstva
Uz graditekljstvo, razvija se i slikarstvo. Među nastarija slikarska djela ulaze freske kupole sakristije San Marco oslikane između 1470. i 1480. godine (Melozzo da Forli) te sakristija San Giovanni oslikana 1481. (Luca Signorelli). U Loretu je preminuo i poznati slikar svog vremena, Lorenzo Lotto, koji je svetištu ostavio svoj cjelokupni stvaralački opus, a vjeruje se kako je za neka umjetnička djela zaslužan i Piero della Farina. U 19.st. djeluju Cesare Maccari i Ludovico Seitz koji uređuju gradsku baziliku.

### Škola bronce
Najznačajnija radionica bronce je ona Aurelia i Girolama Lombardia koji su obradili sve kipove bazilike. Najvrijedniji rad su troja vrata svetišta ukrašena pričama iz Starog zavjeta. Među vrijednija djela ubrajaju se i Vergellijeva krstionica iz 1607. te skulpture velike fontane braće Jacometti iz 1622. godine.

### Obrambeni zidovi
Obrana je također graditeljski i kulturni ukras grada.Obrambeni zidovi se počinju graditi oko 1517. kako bi obranili grad od najezde Turaka koji su sve više prodirali na Jadran. Projekt izgradnje se pripisuje Antoniu di Sangallu i Cristoforu Resseu. U sklopu zidina se nalaze dvije utvrde: porta Romana i porta Marina, koje predstavljaju veliko dostignuće u graditeljstvu za vojne svrhe 16. st. 1620. na kule, s po 26 puškarnica, su dodani i obrambeni stupovi. 
Po uzoru na ostale rimske gradove u drugoj polovici stoljeća započinje gradnja predgrađa. I iako ovaj projekt nije nikada završen, područje izvan gradskih zidina krasi strukturirani vodovod (1605. Domenico Fontana, Carlo Moderno) na koji se nadovezuju mnogobrojni umjetno sagrađeni izvori prvobitno namijenjeni okrijepi hodočasnika.

### Muzej Pinacoteca (della Santa Casa)
Ovaj objekt, smješten u Apostolskoj palači, osnovan je krajem 19. st. Krase ga mnoge umjetnine i drugi povijesno vrijedni predmeti koji su sakupljeni na području čitavog svetišta. Među svima se najviše ističu posljednja djela Francesca Lotta,  zbirka od preko 500 komada keramičkih majolika darivanih od knezova od Urbina te gobleni Raffaella Sanzia.

### Znamenitosti
- Bazilika –  Chiesa della Santa Casa
- Palača gradske uprave – Palazzo Comunale znan kao Palazzo Apostolico
- Muzej –  Museo Pinoteca della Santa Casa
- Povijesni arhiv – Archivio Storico
- Isusovačka škola
- Gradske zidine

### Obrazovanje

#### Vojno zrakoplovstvo i Loreto
Čini se da je vjerska predaja dovela do povezanosti grada s vojnim zrakoplovstvom. U Loretu je sjedište vojne letačke škole – Scuola Perfezionamento Sottufficiali A.M. (S.P.S.A.M.) – kojoj je zadatak profesionalno obrazovanje dočasnika talijanske vojske. Nedavno joj je priključena i škola stranih jezika – La Scuola Lingue Estere – A.M., s glavnim sjedištem u Ciampinu, kako bi se poboljšala jezična znanja letačkog korpusa. Od 2000. održavaju se i tečajevi za volontere u stalnoj službi.

#### Ilirski kolegij u Loretu
U Loretu se nalazio Ilirski kolegiji, namijenjen budućim hrvatskim klericima iz krajeva koji su pali pod tursku vlast, a kojeg je 150. godine utemeljio papa Grgur XIII.

#### Šport
16. svibnja 1995. u Loretu je završila četvrta etapa biciklističke utrke Giro d'Italia pobjedom švicarca Tonyja Romingera.

## Gradovi prijatelji
- Mariazell, Austrija
- Fátima, Portugal
- Altötting, Njemačka
- Częstochowa, Poljska
- Nazaret, Izrael

## Vanjske poveznice
Mrežna mjesta
- (tal.) Comune di Loreto, službene stranice grada
- (tal.) Santuario Loreto, službene stranice svetišta
- (engl.) Loreto, Catholic Encyclopedia, www.newadvent.org